# Мурад Себастаці
Мурад Себастаци (Мурад Хрімян, інакше Акопян; 1874 — 4 серпня 1918) — діяч вірменського національно-визвольного руху, фідаї .

## Біографія
Народився в селі Ковтун, під Сівасом, звідки здобув і прізвисько (на відміну від іншого відомого фідая, Мецн Мурада), у бідній селянській родині. У дитинстві пастухував. У 16 років уцілів у сутичці з турецькою бандою (убивши одного з грабіжників), після чого втік до Константинополя, де працював вантажником і одночасно навчався грамоти у недільній школі.
Вступив до партії Гнчак (згодом приєднався до партії Дашнакцутюн). Брав участь в вірменських демонстраціях початку 1890-х років, потім пішов у фідаї.
У 1903 р прибув до Сасуну, в складі групи Торгома «Мррік». Грав видну роль під час Сасунського повстання 1904 року, будучи одним з керівників оборони. Після падіння Геліегузана (22 квітня 1904 р), Мурад пішов з Сасуна, прорвавши турецьке кільце і діставшись до Вана.
Під час вірмено-татарської різанини 1905—1906 років в Російському Закавказзі, Мурад був призначений керівником оборони Зангезура і, зібравши загін з 50 вершників, врятував від різанини вірмен Капана. Користувався великою популярністю серед вірменських селян, маючи репутацію народного захисника.
Після младотурецкої революції 1908 року воював у районі Вана і в Сівасі. Зокрема, взяв участь в організації мережі шкіл, благодійних і жіночих товариств, ввів до навчальної програми вірменських шкіл спільне навчання, фізкультуру і театральне мистецтво.
На початку депортації вірмен в 1915 році Мурад Себастаци знаходився у Сівасі. Місцевий вали підписав ордер на його арешт. Мурад сховався у горах з групою вірмен і почав партизанську війну проти турків. Восени 1915 загін Себастаци рушив до Чорного моря і з'єднався з групою грецьких партизан. На човні Мурад Себастаци, з частиною своїх людей, перебрався з Самсуна, в російський порт Батум (на початку Першої світової війни Росія оголосила амністію для дашнаків). Звідти Мурад попрямував в Тифліс, де вступив до 1-го Вірменського добровольчого загону у складі Російської армії. Брав участь у боях на Кавказькому фронті. У тифлисской пресі він надрукував статтю про свої бойові справи і про трагедію вірмен Сиваса. На дані Себастаци посилався лорд Брайс в своїй книзі «The Treatment of Armenians in the Ottoman Empire».
У 1916 році Мурад Себастаци брав участь в битві за Ерзінджан, а потім очолював вірменську адміністрацію в зайнятому росіянами Ерзінджані разом з іншим відомим лідером фидаев, Сепухом, заснував фонд для надання допомоги вірменським біженцям і сиротам. Після розвалу Кавказького фронту в 1918 році, керував обороною Ерзінджан і організував евакуацію місцевого вірменського населення. 4 серпня 1918 року був убитий під час оборони Баку .